# Zając stepowy
Zając stepowy, dawniej zając tolai (Lepus tolai) – gatunek ssaka z rodziny zającowatych (Leporidae) występujący w Azji Środkowej, Mongolii oraz północnych i środkowych Chinach.

## Taksonomia
Gatunek po raz pierwszy naukowo opisał w 1778 roku niemiecki przyrodnik Peter Simon Pallas nadając mu nazwę Lepus tolai. Holotyp pochodził z Mongolii. Radziecki teriolog Aleksiej Guriejew w 1964 roku umieścił gatunek w podrodzaju Proeulagus. Takson ten był dawniej zaliczany do zająca szaraka, zająca pustynnego oraz zająca płowego, jednak późniejsze badania umieściły jako osobny gatunek. Obecnie w obrębie taksonu wyróżnia się osiem podgatunków. Dawniej był zaliczany do niego Lepus tolai przewalskii, obecnie zaliczany jako podgatunek zająca wełnistego.

## Zasięg występowania
Zając stepowy pochodzi z centralnej i wschodniej Azji. Jego zasięg rozciąga się od wschodniego wybrzeża Morza Kaspijskiego, przez wschodni Iran, Afganistan, południowy Kazachstan, Turkmenistan, Uzbekistan i Kirgistan, przez południową Syberię i Mongolię po zachodnie, centralne i północno-wschodnie Chiny. 

## Morfologia
Długość ciała (bez ogona) 400–590 mm, długość ogona 72–110 mm, długość ucha 83–120 mm, długość tylnej stopy 110–127 mm, masa ciała 1,65–2,65 kg.
Zając stepowy charakteryzuje się dużym rozmiarem, wąskim pyszczkiem i szerokimi uszami o czarnych końcówkach. Futro jest dość miękkie i dość zmienne w ubarwieniu w całym zasięgu zająca stepowego. Grzbietowa część ciała ma odcień matowożóty, jasnobrązowy lub piaskowo-szary z brązowawymi lub czerwonawymi znaczeniami. Biodra są ochrowe lub szare. Głowa ma bladą szarawą lub ochrową plamę skóry otaczającą oko i rozciągającą się do przodu w pobliżu pyska i do tyłu do nasady długich uszu. Spód ciała i boki są czysto białe. Ogon jest relatywnie długi i ma szeroki czarny lub brązowo-czarny pas u góry.
Chociaż morfologicznie podgatunki są bardzo podobne, istnieją pewne subtelne różnice. Lepus t. centrasiaticus i L. t. lehmanni można odróżnić po ich grzbietowej sierści, która jest brązowa lub piaskowo-szara u podgatunku centrasiaticus i szara u podgatunku lehmanni. Według badań z 2024 roku kolor szarej sierści zająca stepowego jest powiązany z adaptacją środowiskową. U osobników zamieszkujących łagodniejsze siedliska równin, sierść jest szara, a niektóre końcówki sierści grzbietowej są czarne, co jest zgodne z Regułą Glogera.

## Ekologia

### Siedlisko
Zając stepowy żyje na półpustynnych stepach, stepach górskich, terenach skalistych, nierównych łąkach i lasach, preferujące tereny porośnięte krzewami, zapewniające dużo osłony. Zakres wysokości wynosi zazwyczaj od 600 do 900 metrów nad poziomem morza, ale w Dżammu i Kaszmirze odnotowano jednego osobnika znacznie wyżej.

### Tryb życia
Zając stepowy prowadzi nocny tryb życia i żywi się trawami, roślinami zielnymi i korzeniami. Nie kopie nory, chyba że jest w okresie godowym, ale wygrzebuje w ziemi zagłębienie, w którym może się położyć. Jego głębokość zależy od temperatury dnia.

### Rozród
Rozród odbywa się dwa lub trzy razy w roku, a za każdym razem rodzi się od dwóch do sześciu młodych.

### Zależności międzygatunkowe

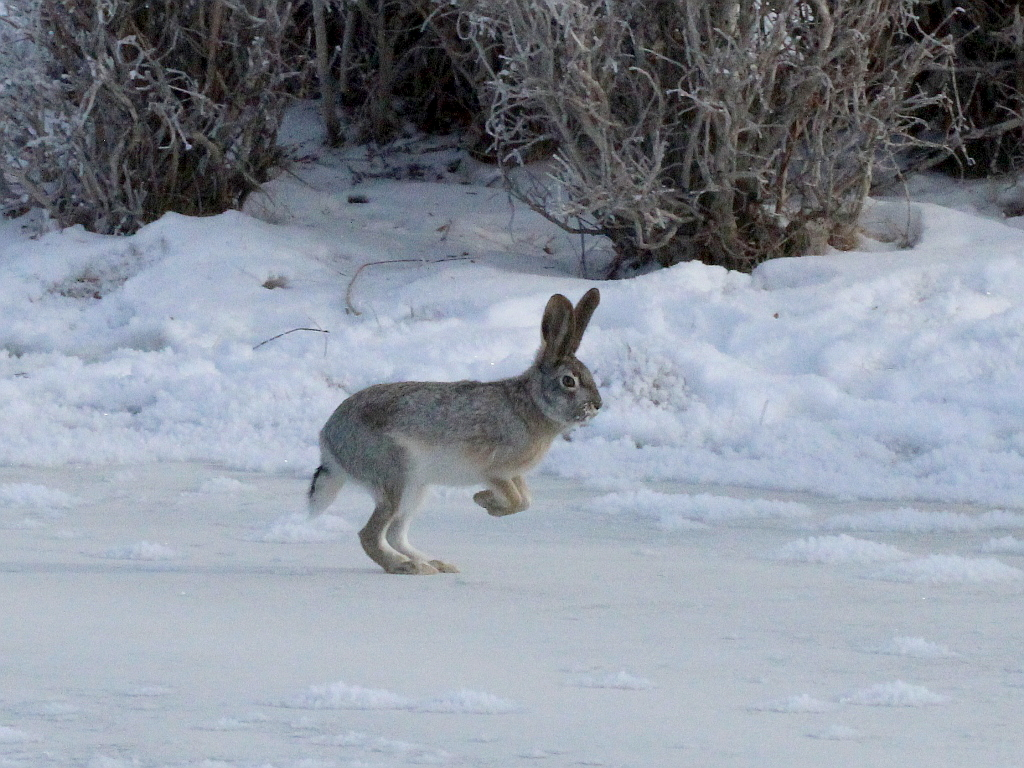
Zając stepowy zimą w Republice Ałtaju.

W Turkmenistanie i Uzbekistanie zając stepowy jest jedną z ważniejszych ofiar irbisa śnieżnego. 
W północnej Kotlinie Kaszgarskiej podgatunek centrasiaticus krzyżuje się z zającem nadrzecznym, zaś podgatunek lehmanii z zającem bielakiem. Hybrydyzacja między zajęcami stepowym i bielakiem odbywa się w północnym Sinciang. Na neolitycznym stanowisku Yangjiesha na Wyżynie Lessowej można znaleźć ślady zachowań oswajania lokalnych zajęcy stepowych przez ludzi.

## Ochrona
Gatunek ten został sklasyfikowany jako najmniejszej troski na Czerwonej księdze gatunków zagrożonych Międzynarodowej Unii Ochrony Przyrody. W niektórych miejscach poluje się na niego ze względu na mięso i skórę, a w Mongolii jest on wykorzystywany w medycynie tradycyjnej.